# Cason Montiron
Cason Montiron è una piccola isola della Laguna Veneta.
Disabitata, si estende su 1.630 m² ed è situata davanti all'argine occidentale di Valle Dogà, una valle da pesca all'estremità settentrionale della Laguna di Venezia.

## Storia
Il toponimo Montiron deriva dalla lingua veneta e si riferisce all'origine alluvionale dell'isola (montirón, da mùtera, ovvero "dosso [di origine alluvionale]"). Cason, invece, allude alla presenza di un casone agricolo, esistente almeno dal 1556, quando il luogo comincia a comparire nei documenti. Allora Cason Montiron non era un'isola, ma una costruzione rurale eretta presso il margine lagunare in prossimità della foce del canale Siletto.
Nel corso dei secoli, a partire dalla realizzazione del Taglio nuovo del Sile nella seconda metà del Seicento sino all'apertura della valle all'espansione di marea nel 1927, la terraferma ha subito un progressivo processo di erosione, tuttora in corso, che ha portato alla formazione dell'isola, riducendone poi l'estensione.
Attualmente l'isolotto è quasi completamente occupato da un vecchio edificio in stato di abbandono, in passato utilizzato dai pescatori buranelli come punto d'appoggio.